# История на водоснабдяването на Русе
През 1648 г. през град Русе минава турският историк Хаджи Калфа, който пише, че Русчук е голям град с около 6000 къщи. На брега се намира крепостта, митницата, хубава чешма, няколко бани, девет джамии. В началото на 19 век населението се е снабдявало с вода за пиене и битови нужди от кладенци и река Дунав. Кладенците се копаели безразборно и дълбочината им достигала до 30 метра. Водата била твърде варовита. Изключение правел кладенеът построен край крепостта Левентабия с дълбочина 40 метра, построен през 1860 г. от Ибрям паша. Дунавската вода се е пренасяла със саки и за да стане годна за употреба се е избистряла със стипца или с филтри, направени от издълбани красенски камъни във формата на конус.
Особени грижи за водоснабдяването на града са положени, когато управляващ е бил турският феодал Исмаил Ага Тръстеникоглу. По негова заповед през местността „Извордере“ край квартал Средна Кула в Русе през 1805 г. била докарана изворна вода за пиене. Водопроводът бил изработен от обикновени глинени тръби и положен по склонна на шосето Русе — Басарбово и влизал през портата Кюнт Капу. Всъщност, именно този водопровод дал името на портата. По това време Русе има пет двукрили порти и подвижни мостове. Водата била в изобилие около 216-280 куб.м в денонощие (3-3,5 л/сек) и била разпределена в 46 чешми и 3 шадравана. На всички чешми бил издълбан следния надпис: „От тази чешма тече животворна вода. Посетителю честити, пий тази вода, за да се освежиш“.
Големите чешми били наричани сибил. Обикновено били кръгли, опасани от всички страни с каменни корита. Една от най-големите чешми се е намирала на мястото, където днес е изграден фонтанът пред сегашния Исторически музей.
До 1871 г. водоснабдяването на Русе е било това. Но с течение на времето водата от Извордере намалявала. Глинените тръби се пълнели с нанос, прониквали корени. Никой не се грижел за водопровода, въпреки че Исмаил паша е създал още на времето имоти, от чийто приходи да се поддържа. По времето на следващия управителна града, Мустафа паша, известен като Алдемар паша, когато Русе получава силен тласък в стопанското си развитие, започва търсене на нов водоизточник. През 1873 г. било решено да се докара изворна вода около 300 куб.м в денонощие от местността Батмиш — Образцов чифлик. Избухването на Руско-Турската война попречила той да се завърши.
След освобождението (Русе на 20.02.1878 г.) една от първите заповеди на губернатора Александър Тимифеев е била да се изчистят кладенците, да се поставят кофи, да се подменят всички задръстени и счупени тръби по водопровода „Извордере“, Русе.
През 1888 г. между членовете на русенската управа се разисква въпроса за довършване на водопровода „Батмиша“. С разработване на плана бил натоварен инж. Кременски, но той напуснал града и идеята замряла.
На 15 март 1891 г. русенският гражданин Франц Брокс подал рапорт до Русенското градско общинско управление, в което описва жалкото положение на водопровода от „Извордере“ и предлага начин за подобряване на водоснабдяването „срещу едно запазено право“. Предложението останало без отговор.